# Hyundai Tucson

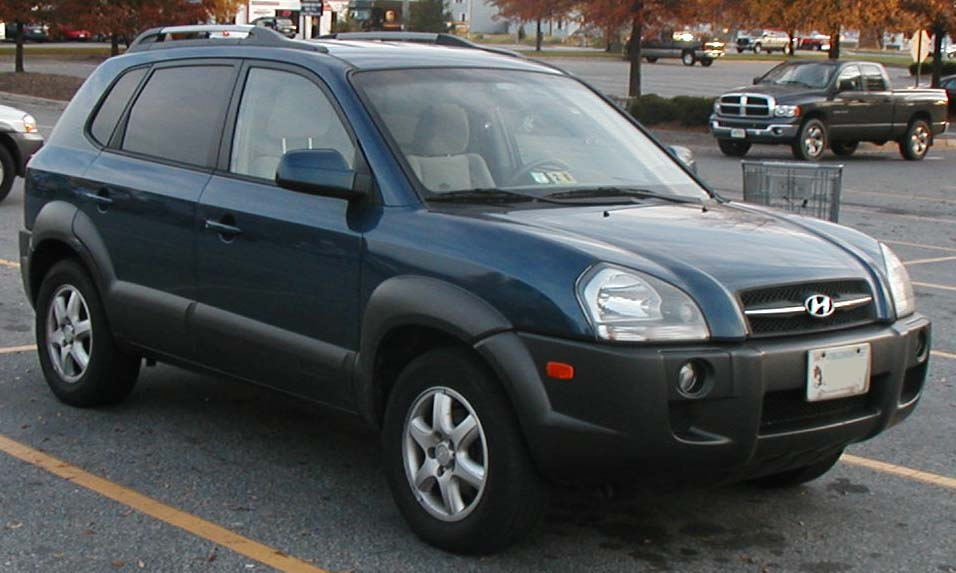
Hyundai Tucson I

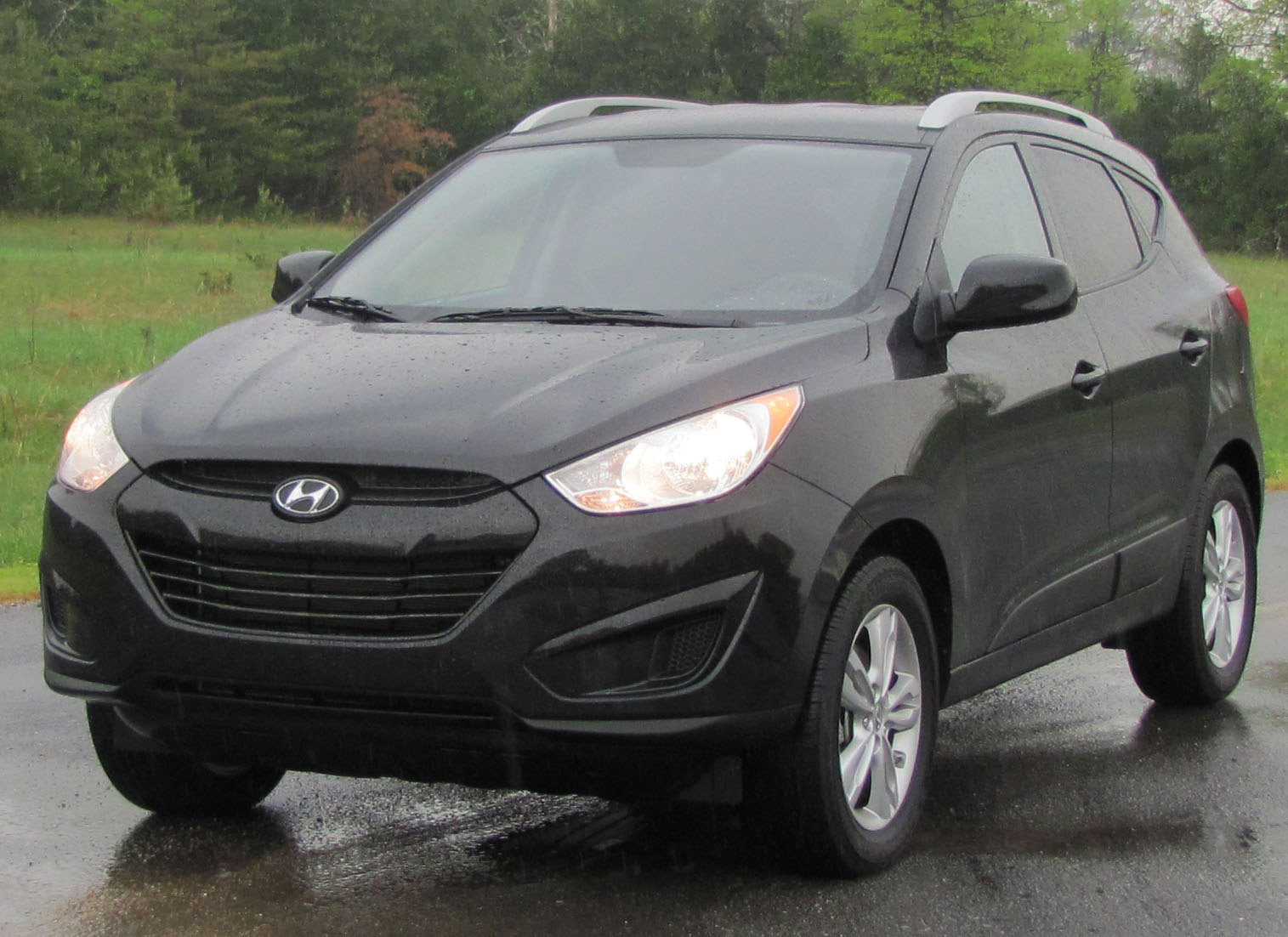
Hyundai Tucson II

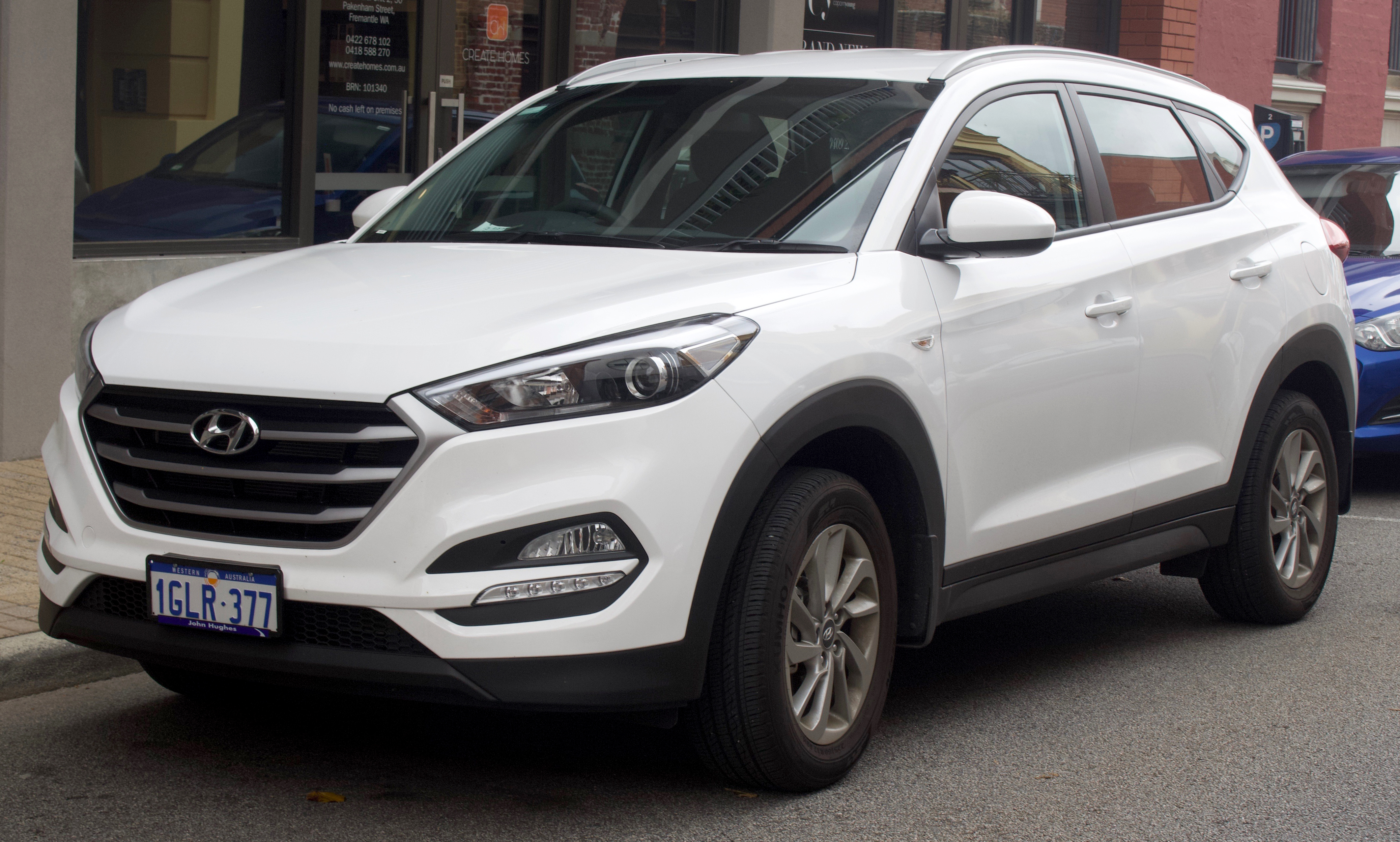
Hyundai Tucson III

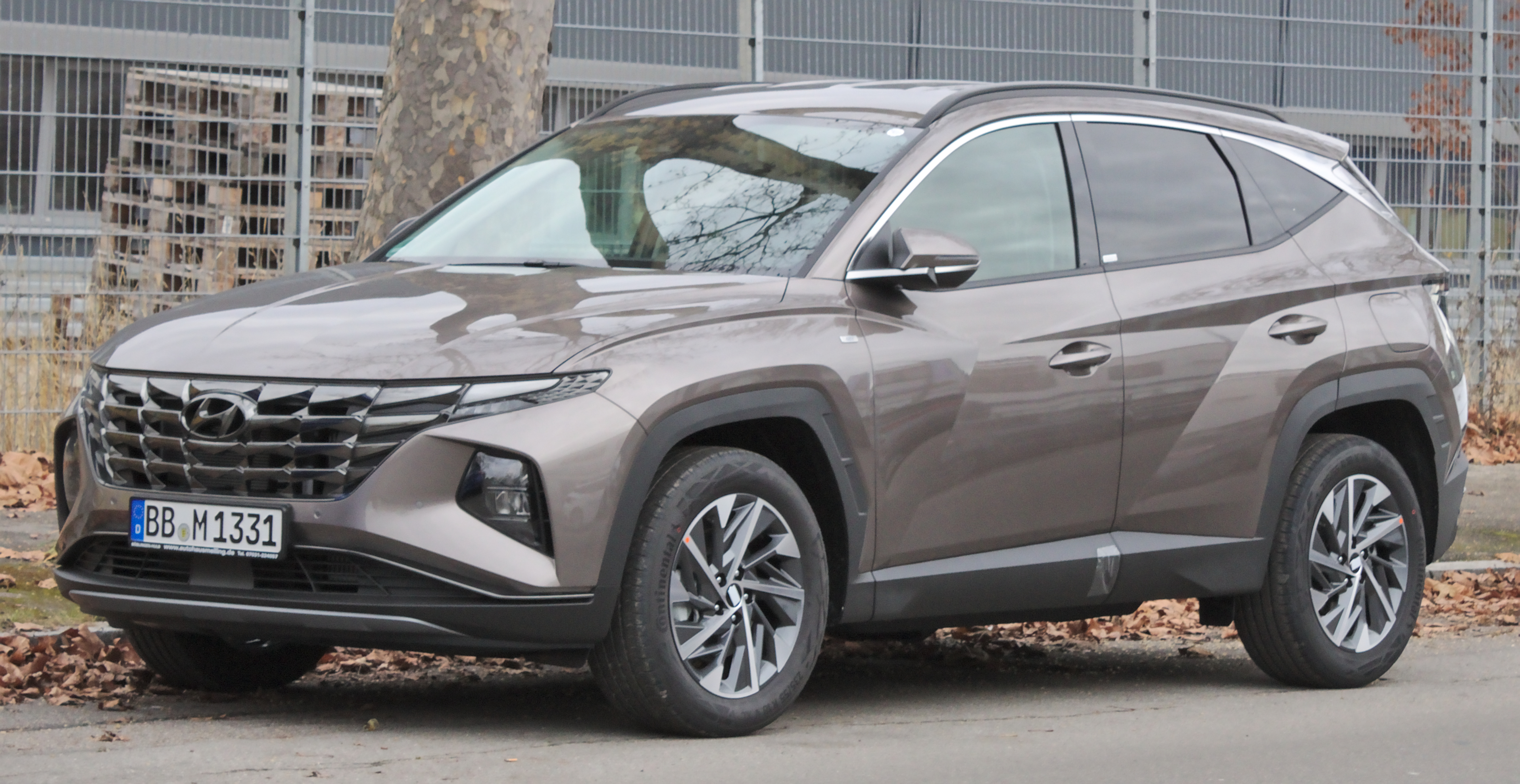
Hyundai Tucson IV

Hyundai Tucson är en SUV-modell i samma storleksklass som exempelvis Nissan Patrol och Kia Sportage. Den sistnämnda delar den för övrigt all väsentlig teknik med. Tucson presenterades år 2005 och kom delvis att ersätta den första generationens Santa Fe. Den nya Santa Fe var nämligen betydligt större än sin föregångare och ersatte Terracanmodellen som tidigare var Hyundais största SUV-modell. Två motorer står till buds till Tucson; en fyrcylindrig 2,0 litersmotor och en sexcylindrig på 2,7 liters slagvolym. Inför fotbolls-VM i Tyskland sommaren 2006 erbjuds en specialversion kallad World Cup Edition, eftersom Hyundai är en av huvudsponsorerna till detta evenemang.
- Wikimedia Commons har media som rör Hyundai Tucson.